# Emiliano Revilla
Emiliano Revilla Sanz (Ólvega, Soria, 30 de juniode 1928) es un empresario del sector inmobiliario y político español.
Su carrera empresarial se inició con la agroalimentaria soriana Chorizos Revilla y su secuestro en 1988 durante ocho meses por ETA conmocionó a la sociedad española. 

## Vida y trayectoria
Nace y crece en Ólvega (Soria), municipio en el cual su padre regenta la empresa de alimentación Chorizos Revilla. En dicha empresa empieza a trabajar a la edad de 18 años, en el año 1946. Tras hacer el servicio militar retorna a la empresa y años más tarde hereda junto con sus hermanos el negocio familiar, pasando a denominarse Hermanos Revilla, convirtiendo poco a poco a esta empresa en un gran puntal para Ólvega y para la comarca. Paralelamente desarrolla su trayectoria política, siendo alcalde de Ólvega durante 15 años (1960-1975).  De 1968 data la Inmobiliaria Hermanos Revilla S. A., cuyo primer proyecto fueron las viviendas de los trabajadores de la fábrica de Olvega y cuyo principal accionista en la actualidad es Realia. En 1977 construyó la fábrica de Soria y en 1982 le fue concedida la Medalla del Mérito al Trabajo.  En 1989, tras su terrible secuestro de ocho meses por ETA, vendió Hermanos Revilla a Unilever.
Continuó compaginando su carrera de empresario con la política y entre 1999 y 2021 fue concejal sin cartera. y posteriormente concejal de Hacienda, Presupuestos, Patrimonio, Especial de Cuentas, Promoción y Desarrollo Económico y Teniente Alcalde de dicho municipio.Desde ambas facetas, la de empresario y político, pretendía dar un gran impulso a Ólvega, impulsando proyectos u obras de diversa índole, como el centro social, el centro de salud, la variante o el asentamiento de varias empresas en la localidad mediante la creación de un gran polígono industrial que lleva su nombre. Empresas que generan puestos de trabajo y que hacen que esta localidad soriana sea un extraño caso de repoblación rural, atrayendo capital humano nacional y extranjero. En la actualidad, empresas como Remsa, Rugui Steel y Transportes Molinero, suponen un claro ejemplo de ello

### 1988: secuestro de ocho meses por ETA
A las 23:15 del 24 de febrero de 1988, fue secuestrado en el portal de su casa, sita en el número 3 del paseo de Cristo Rey de la capital madrileña, por cuatro encapuchados, miembros del comando Madrid dirigido por José Luis Urrusolo Sistiaga, de la banda terrorista ETA.
Tras 249 días de cautiverio, fue liberado por sus captores el 30 de octubre de 1988, tras efectuar su familia el pago de 1.000 millones de pesetas (6 millones de euros) a sus secuestradores, siendo encontrado por la periodista María José Sáez, que le ayudó a reencontrarse con su familia.
En 1996 la Audiencia Nacional condenó a tres miembros de Movimiento de Izquierda Revolucionaria (MIR) por colaborar con ETA. Se trataba de Alexis Alberto Corvalán Muñoz, René Miguel Valenzuela Bejas y Gonzalo Boye Tuset, conocido posteriormente como abogado de Sito Miñanco, Quim Torra o Carles Puigdemont.

## Vida personal
Está casado con Margarita Sánchez y tienen tres hijos, Margarita (65 años), Antonio y Carmen, empresarios del sector inmobiliario. Su hija Margarita está casada con el periodista Jesús Álvarez Cervantes.